# 大眼麗魚
大眼麗魚，為輻鰭魚綱鱸形目隆頭魚亞目慈鯛科的其中一種，分布於南美洲亞馬遜河、埃塞奎博河、Oyapock河、Branco河等流域，體長可達15.4公分，棲息在茶色水質、泥底質的溪流，屬肉食性，以昆蟲為食，可作為食用魚及觀賞魚。

## 擴展閱讀
維基物種上的相關：大眼麗魚